# Brock O'Hurn
Brock O'Hurn (nacido el 19 de agosto de 1991) es un modelo, actor, preparador físico y productor estadounidense. Obtuvo reconocimiento a través de su cuenta de Instagram por popularizar el bollo masculino. También ha fundado dos empresas, O'Hurn Media Inc. y Outlaw Logic Pictures (2021).

## Primeros años
O'Hurn nació en Sacramento, California, el segundo mayor de la propietaria de una empresa de limpieza Paige (de soltera Hillenbrand) y Adam Hurn, quienes se separaron cuando él tenía nueve años. Tiene cuatro hermanos, las hermanas Aspyn y Carly, y los hermanos Dagan y Drake. Es de ascendencia inglesa, irlandesa, francesa y alemana. Brock añadió la O' porque dice que el nombre original de su familia en Irlanda era O'Hearn y quería volver a sus raíces. O'Hurn asistió a nueve escuelas diferentes en el condado de Orange, Palm Springs y San Bernardino, California, lo que afectó su educación. O'Hurn descubrió el culturismo durante su segundo año en la escuela secundaria después de estar insatisfecho con su cuerpo, que pesaba 61.2 kg en ese momento.
A los 12 años supo que quería ser actor. O'Hurn protagonizó su primera obra como Jack en Jack and the Beanstalk.
O'Hurn barrió pisos y empaquetó pan en una panadería. Después de graduarse, O'Hurn trabajó brevemente con la empresa de su tío que instaló sistemas de calefacción y refrigeración antes de conseguir un trabajo en Mission Viejo, Condado de Orange para Abercrombie & Fitch y posteriormente trabajar como vendedor para True Religion, que le enseñó el valor del servicio al cliente y le ayudó a superar su timidez natural. En una entrevista de 2015 con Buzzfeed, dijo: "No me malinterpretes. Me gusta Abercrombie. No tienen nada de malo. Son increíbles. Es sólo que... Ese no era mi sueño, ¿sabes? Ese no es mi sueño". mi objetivo. Eso no es lo que me apasionaba."
Solía administrar una empresa de mudanzas con su hermano cuando tenía 18 años.
O'Hurn comenzó a capacitar a sus clientes en línea en 2015, cobrando entre 100 y 150 dólares por un mes de programas, que es de lo que vivía cuando se mudó a Los Ángeles.

## Carrera
O'Hurn obtuvo fama internacional a través de su cuenta de Instagram donde fue reconocido por su altura, físico y por popularizar el bollo masculino. Admitió que estaba confundido por la fama repentina y dijo: "Pensé: '¿Es esto una broma? ¿Tengo que seguir levantando gente? ¿Esta es mi vida?'"  El novio de su madre, David "Dave" Harris, es su gerente y también vicepresidente de su empresa O'Hurn Media Inc. desde enero de 2016.
En 2015, trabajó para LG Electronics como modelo para sus auriculares LG Tone Active. O'Hurn trabajó con Tyler Perry en su película Boo! A Madea Halloween, haciendo su debut actoral como el chico de fraternidad Horse. Repitió el papel en la secuela Boo 2! A Madea Halloween (2017). También protagonizó la serie de televisión de Perry Too Close to Home.
En 2020, trabajó como modelo de portada para los libros y audiolibros Blood of Zeus y Heart of Fire, de la serie de libros Blood of Zeus de Meredith Wild y Angel Payne. El tercer libro y audiolibro Fate of Storms se lanzó en 2021, donde también trabajó como modelo de portada.
Interpretó el papel de Chris en la película de terror de 2021 The Resort, donde también trabajó como productor.
En junio de 2021, fundó Outlaw Logic Pictures, una empresa de producción y medios con sede en Los Ángeles, CA.

## Filantropía
O'Hurn apoya el movimiento Black Lives Matter. En una entrevista con la revista "Muscle and Health", dijo que "al menos mil de nosotros nos reunimos para montar [en motocicletas] por el cambio". También apoya a la Fundación Dave Thomas para la Adopción y a organizaciones benéficas locales.
En 2019, apoyó a la organización benéfica "Million Dollar Vegan" que iba a donar 1.000.000 de dólares, si podían recolectar suficientes firmas para que el Papa se volviera vegano. Se asoció con el Departamento de Bomberos de Los Ángeles para otra organización benéfica.

## Vida personal
Desde que empezó a hacer fitness a los 15 años, ha estado entrenando todos los días, a veces dos veces al día. Ha estado viviendo en Hollywood durante al menos 8 años, cuando el primer lugar al que se mudó fue la habitación de un amigo en Hollywood Boulevard. También le gusta leer y andar en su Harley Davidson.

## Filmografía

### Películas
| Año  | Título                   | Papel                    | Notas         |
| ---- | ------------------------ | ------------------------ | ------------- |
| 2016 | Boo! A Madea Halloween   | Horse                    |               |
| 2017 | Boo 2! A Madea Halloween | Horse                    |               |
| 2018 | Rayden Valkyrie          | Ragnar Stormbringer      |               |
| 2018 | Superhero Therapy        | Thor                     | Cortometraje  |
| 2019 | Body Swap                | Zeus                     | Cortometraje  |
| 2019 | My Name is Josy          | Bartender Jupiter Rourke | Cortometraje  |
| 2020 | Wild Western Showdown    | Vaquero                  | Cortometraje  |
| 2021 | The Resort               | Chris                    |               |
| 2022 | Desperate Riders         | Paja                     |               |
| 2022 | Zodiac                   | Zeus                     | Posproducción |
| 2022 | Los juegos del amor      | Brady Stratton           |               |
| TBA  | The Trainer              |                          | En rodaje     |

### Televisión
| Año        | Título                        | Papel                      | Notas                                       |
| ---------- | ----------------------------- | -------------------------- | ------------------------------------------- |
| 2016–2017  | Too Close to Home             | Brody Allen                | 16 episodios                                |
| 2019, 2022 | Euphoria                      | Hombre guerrero súper sexy | Episodios: "Made You Look" y "Out of Touch" |
| 2020       | The Real Bros of Simi Valley  | Keto                       | 3 episodios                                 |
| 2022       | The Righteous Gemstones       | Torsten                    | 6 episodios                                 |
| 2022-2023  | Young Rock                    | Hulk Hogan                 | 3 episodios                                 |
| 2023       | History of the World, Part II | White Jesus                | Episodio 8                                  |